# Savoy Theatre
Pour les articles homonymes, voir Savoy.

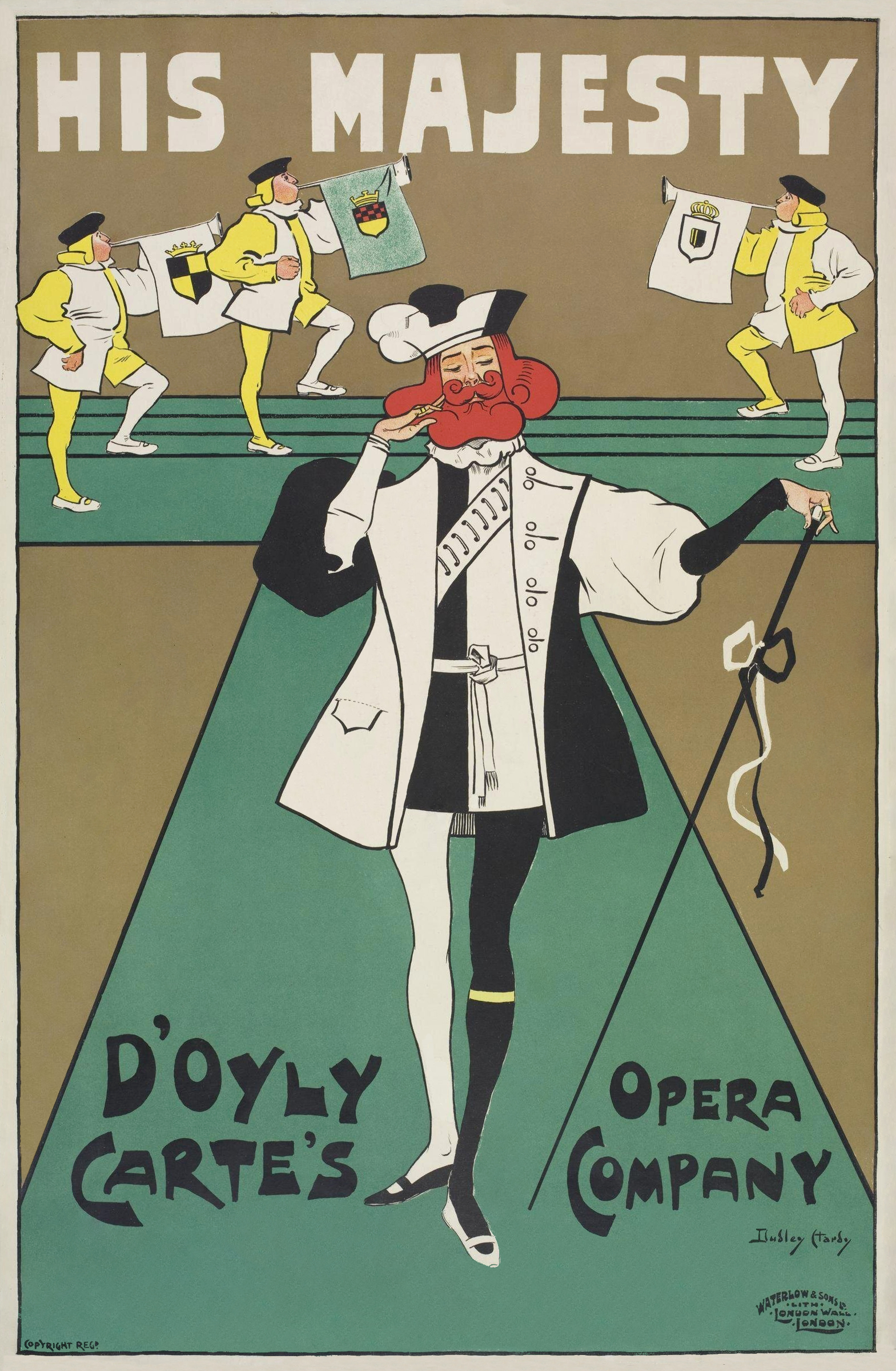
His Majesty (comic opera), un opéra présenté au Savoy Theatre en 1897. Sa distribution incluait George Grossmith, artiste de grande notoriété pour ses sketches et chansons.

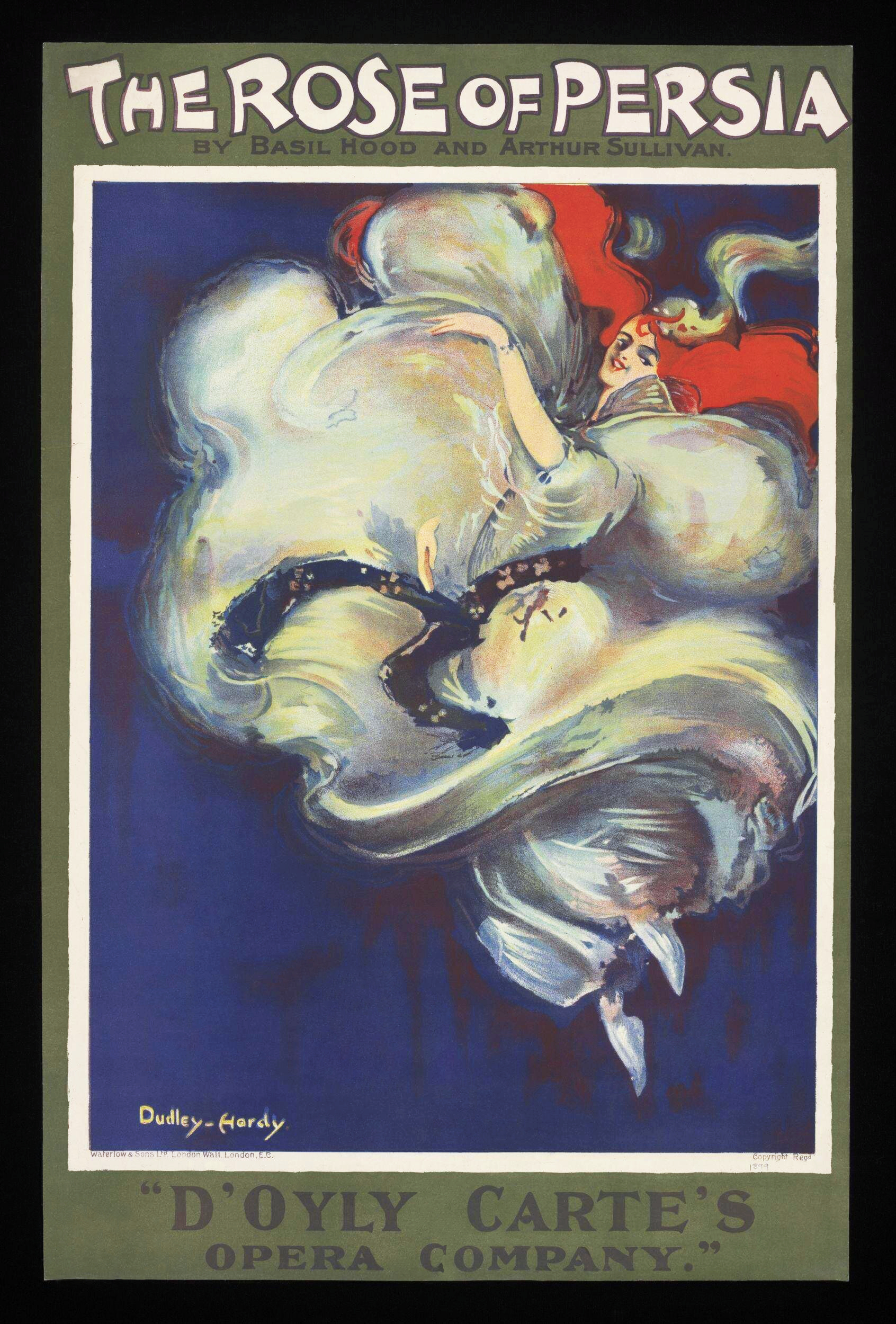
Affiche de Dudley Hardy pour la création de The Rose of Persia, en 1900, avec Arthur Sullivan à la musique. La distribution comprenait Ellen Beach Yaw.

Le Savoy Theatre est un théâtre du West End situé à The Strand, dans la Cité de Westminster, à Londres, en Angleterre. Le théâtre ouvrit ses portes le 10 octobre 1881 et fut construit par Richard D'Oyly Carte sur le site de l'ancien Hôtel de Savoie. C'est le premier théâtre au monde ayant adopté l'éclairage électrique. En 1889, Richard D'Oyly Carte construisit le Savoy Hotel à côté du théâtre.